# Porto Ercole

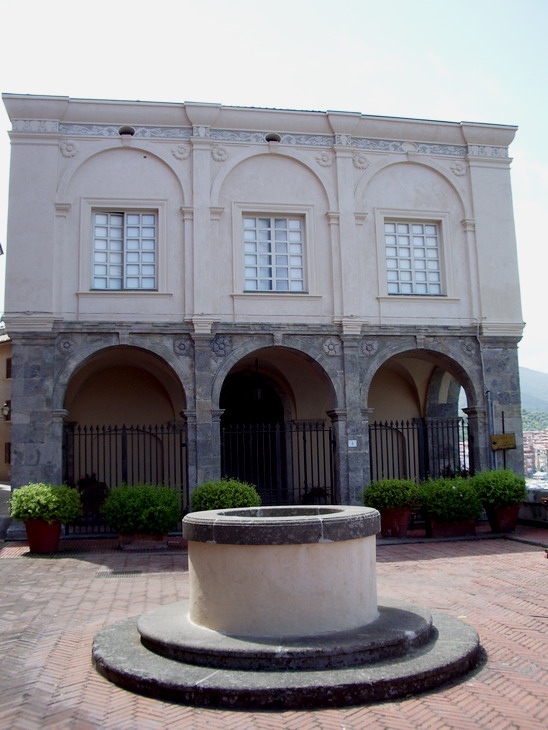
Kormányzói Palota

Porto Ercole (['pɔrto 'ɛrkole) egy olasz település (frazione)  Monte Argentario községben, Grosseto megyében Toszkánában.

## Földrajz
Porto Ercole a Monte Argentario félsziget keleti oldalán található, 40 km-re  Grossetótól, 7 km-re Orbetellótól és körülbelül 12 km-re  Porto Santo Stefanótól. Porto Ercolétól északra található a Laguna di Orbetello tó és a Tombolo della Feniglia földnyelv.

## Története
Porto Ercolét 1296-ban említik először, amikor Margherita Aldobrandeschi, Savona grófnője felépíttette a város legrégebbi épületét, a Torre di Terra tornyot.
1610 nyarán Caravaggio, az olasz barokk festő  a pápai kegyelemben reménykedve útnak indult Rómába. A Rómába tartó útján hajója kikötött Porto Ercoléban, ahol meghalt, és a festő csontjait Porto Ercole központjában kialakított pici emlékparkban (Parc Monumental Funeraire) helyezték végső nyugalomba.
A holland királyi család itt tartotta fenn nyári rezidenciáját a XX. század második felében.
A település védőszentje Szent Erasmus.

## Demográfiai változások
| Év   | Népesség |
| ---- | -------- |
| 1818 | 370      |
| 1833 | 391      |
| 1840 | 491      |
| 1845 | 508      |
| 1921 | 2 001    |
| 1931 | 2 246    |
| 1961 | 2 799    |
| 1981 | 3 480    |
| 2001 | 2 810    |
| 2011 | 2 676    |

## Közlekedés
Porto Ercolén régen egy kis vasút ment át, ami Orbetellót kötötte össze Porto Santo Stefanóval, de 1944-ben leállították a közlekedést a vonalon.   Az egykori állomás neve Porto Ercole-Terrarossa, ma körülbelül 4 km-re van a frazionétól, egy Terrarossa nevű faluban.
Két kikötője van: Porto Vecchio az óvárosban és Cala Galera, az  északi öbölben.

## Testvérvárosok
- Caravaggio (Lombardia, Olaszország; 1973 óta)[4]

## Kultúra
- CIMA Festival, nemzetközi klasszikus zenei fesztivál Monte Argentarióban

## Galéria

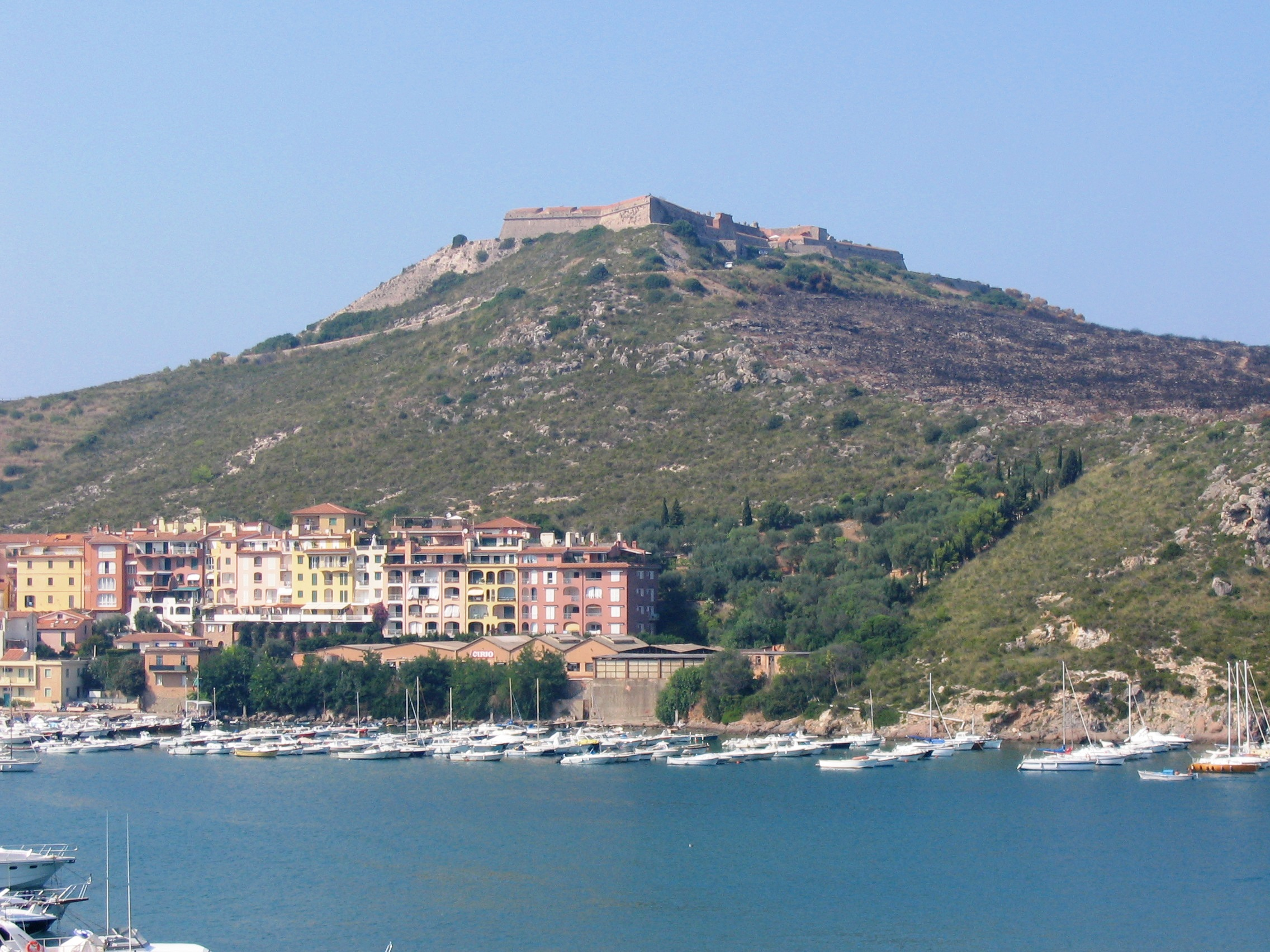
Forte Filippo vára
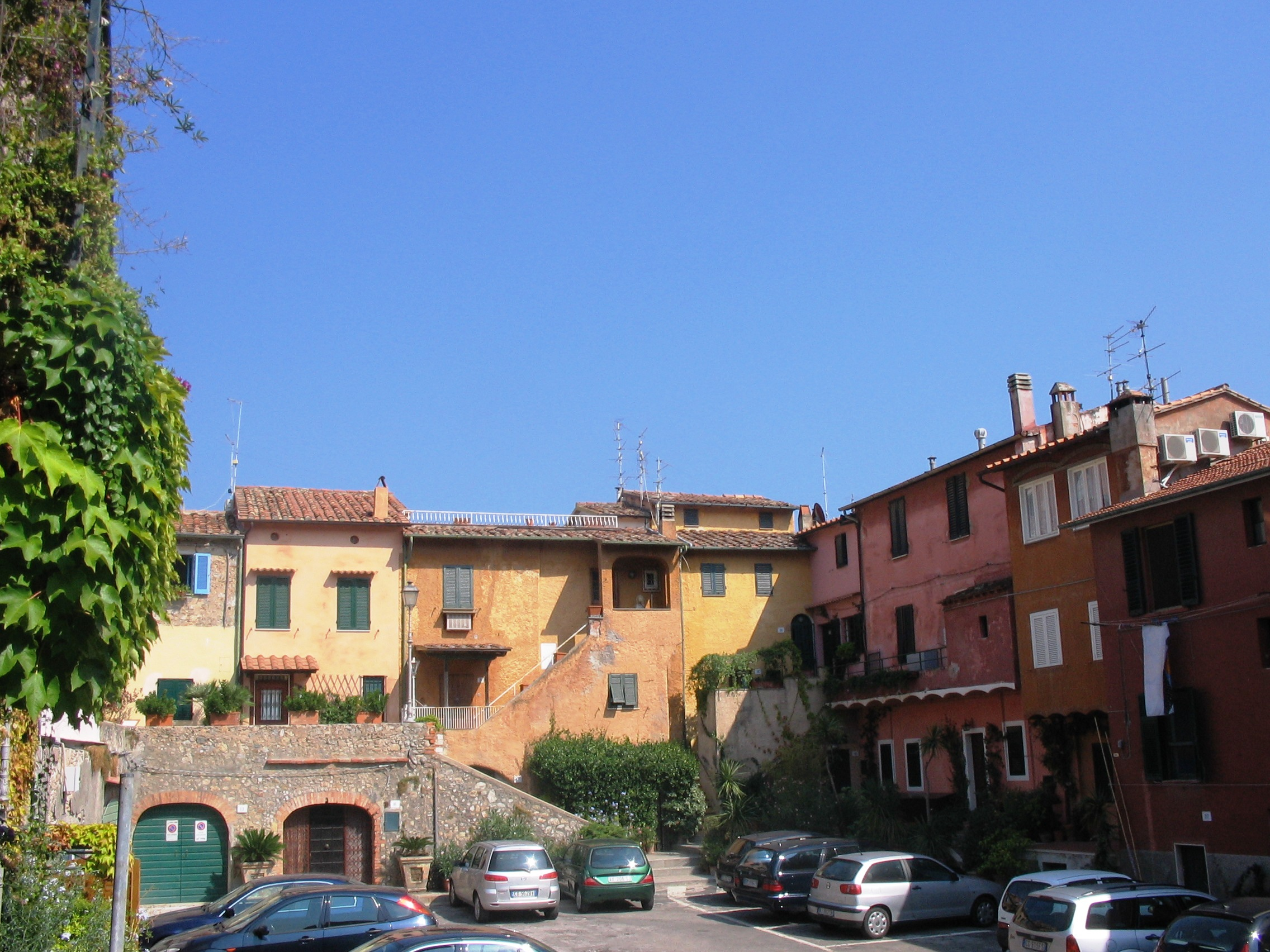
Piazza Indipendenza
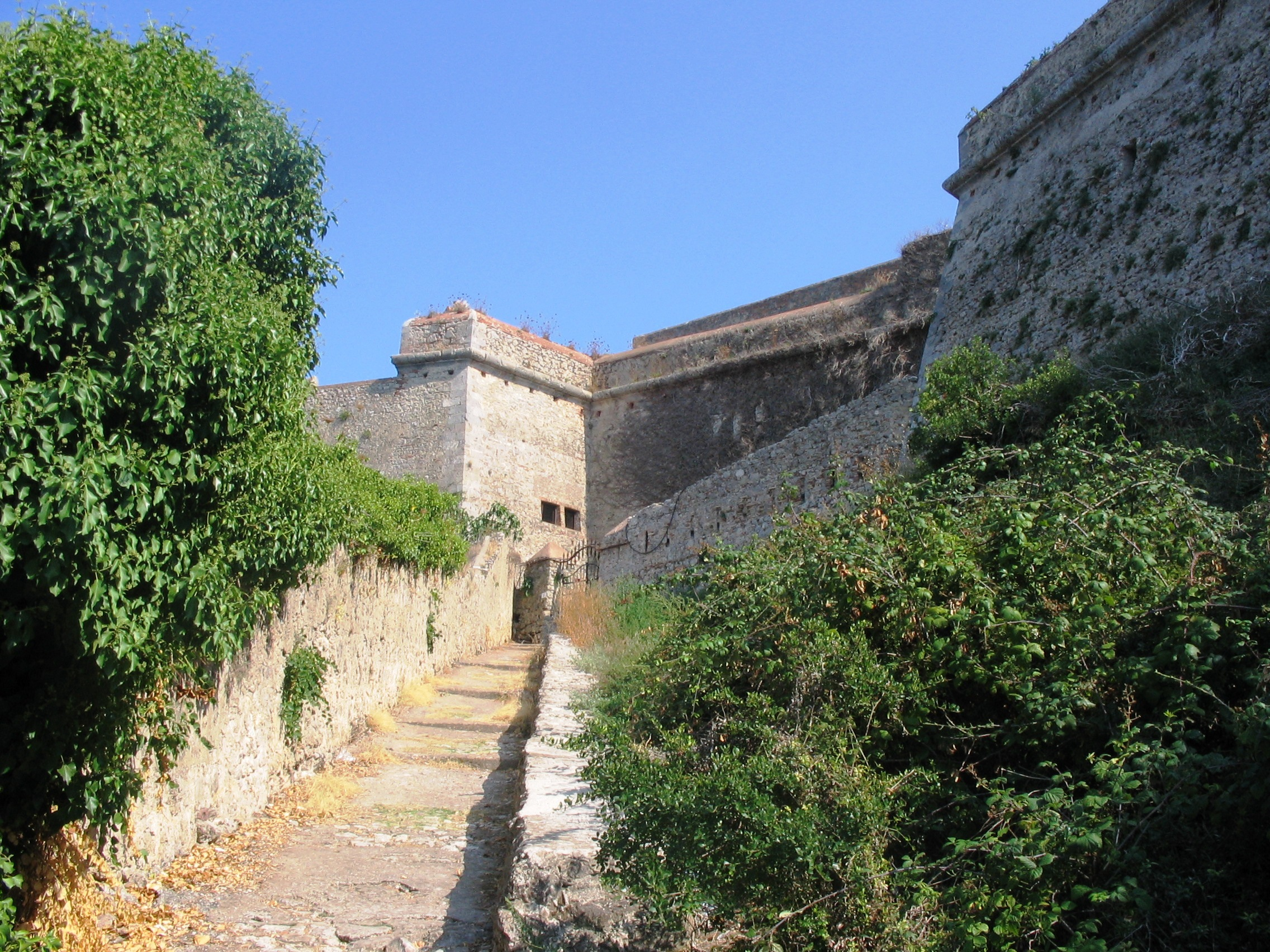
Salita alla Rocca Spagnola
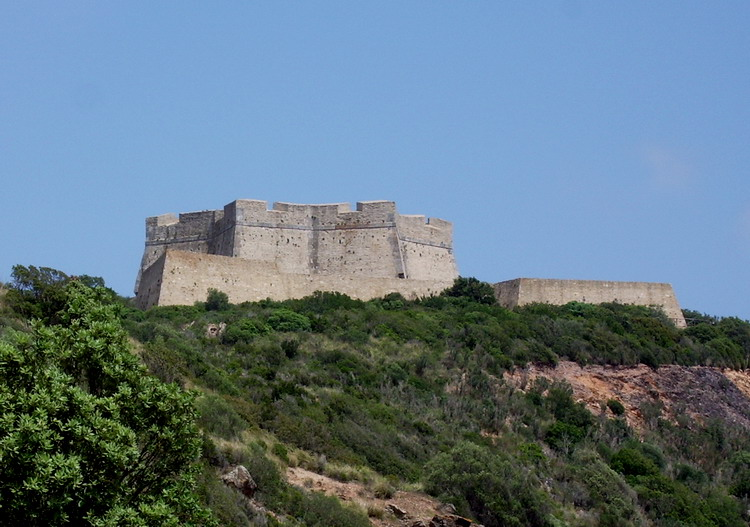
Forte Stella
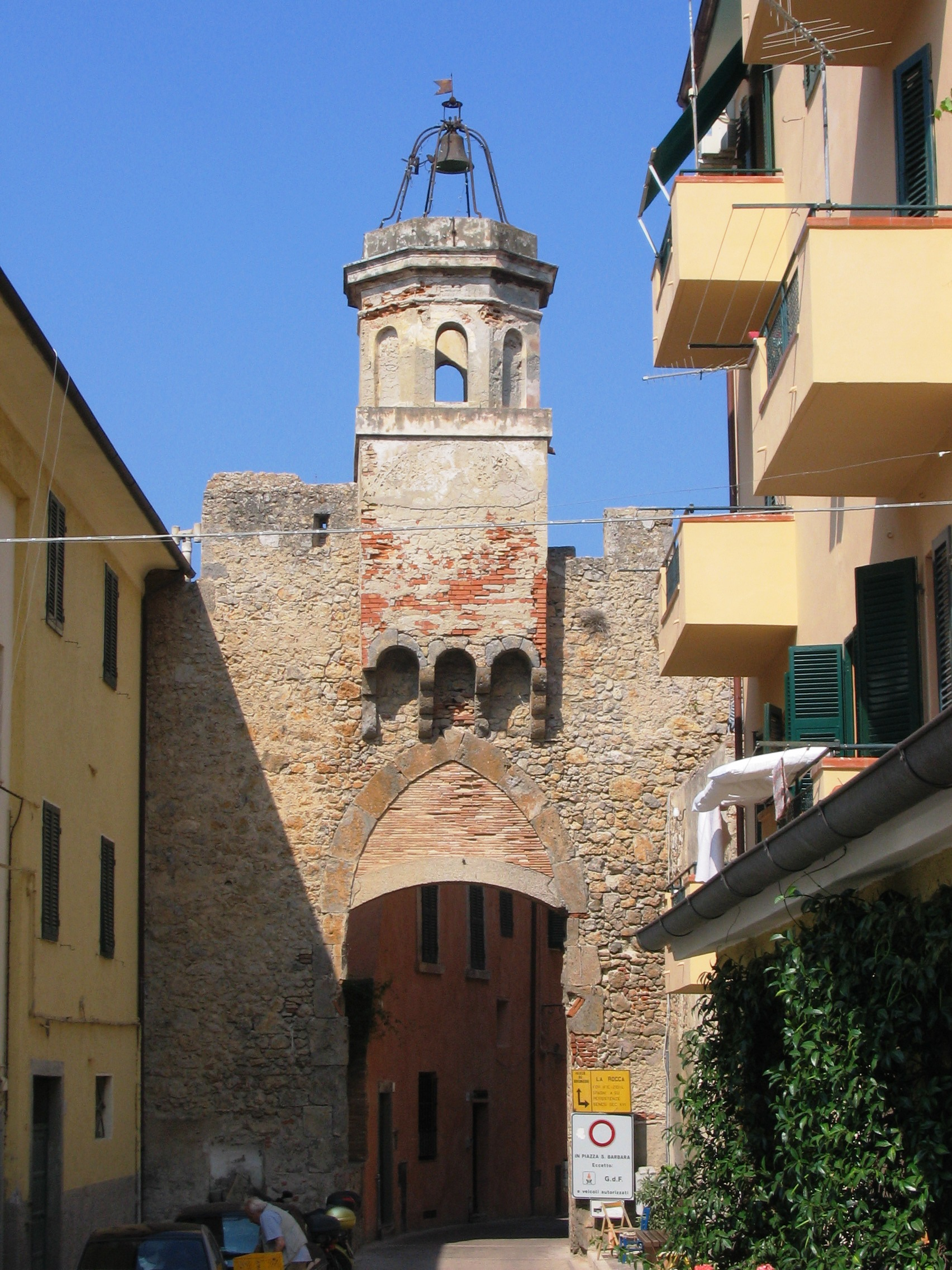
Porta di Porto Ercole

## Fordítás
- Ez a szócikk részben vagy egészben  a   Porto Ercole című angol Wikipédia-szócikk ezen változatának fordításán alapul.  Az eredeti cikk szerkesztőit annak laptörténete sorolja fel. Ez a jelzés csupán a megfogalmazás eredetét és a szerzői jogokat jelzi, nem szolgál a cikkben szereplő információk forrásmegjelöléseként.